# جیئن
جیئن (به ژاپنی: 慈円 Jien)؛ ۱۷ مه ۱۱۵۵ – ۲۸ اکتبر ۱۲۲۵) پسر فوجیوارا نو تادامیچی یک بهکشوی بودایی، شاعر و تاریخدان اهل ژاپن بود.